# 佐藤俊輔
佐藤 俊輔（さとう しゅんすけ、1988年9月14日 - ）は、日本の俳優、声優。千葉県出身。アズリードカンパニーに所属していた。

## 出演

### テレビアニメ
2013年
- ガッチャマン クラウズ（警察官、カップルの男）
- スパロウズホテル（男B、男A）
- 名探偵コナン（コック）

2014年
- ウィザード・バリスターズ 弁魔士セシル（警官、強盗）
- デンキ街の本屋さん（男性客B、モブ男子B、カラテマン、警官、サラリーマン、モブA、工事作業員A、店員A男）
- 普通の女子校生が【ろこどる】やってみた。
- 未確認で進行形（男子生徒）

2015年
- 実は私は（男子生徒）
- 電波教師（生徒B、男C）

### OVA
2011年
- スペランカー先生（佐藤）

### ボイスドラマ
- 81keys（商人、町人、騎士）
- 絵本付クラシックドラマCD「チャイコフスキー：くるみ割り人形」（EMIミュージック・ジャパン）
- のぶながっ!（明智光秀）
- AKB48 アイガク〜大江戸アイドル学園〜番組内ドラマ「声優まっしぐら」（諏訪部武人）

### ドラマCD
- 神様はじめました ドラマCD「神様、鞍馬山へいく」（烏天狗1）※『花とゆめ』2013年19号付録

### ゲーム
- 久遠の絆 再臨詔フルボイス版（沖田総司）
- 恋するベルサイユ(ファイ)
- デュエル・エレメンツ ファイナル DL版（セイバー・フィッチナー）

### 吹き替え
- アメリカンバナナパイ（コペック）
- スターブレード（パイロット）
- トランスフォーサー（ロージュニア）
- NINJA〜ニンジャin L.A.〜（リュー）
- 2022 TSUNAMI（フー）
- マージン・コール（セス・ブレッグマン）
- マイケルジャクソン ヒストリー：キング・オブ・ポップ1958-2009（インタビュアー）
- 名探偵ポワロデアゴスティーニ ナイルに死す（サイモン）
- ラブ・クライム（ウォルター・ブロント）

### ラジオ
- ラジオ大阪「堀川りょうの声優への道」マンスリーアシスタント2月担当
- シャカリキック!平川大輔と頑張るフレッシュ

### 映画
2023年
- 車軸[2]

2024年
- 痴人の愛[3]

### 舞台
2024年
- インヘリタンス-継承-[4]

### CM
- ココdeクイズ